# Isabella Rossellini
Isabella Rossellini, född 18 juni 1952 i Rom, är en italiensk-svensk-amerikansk fotomodell,
skådespelare, regissör och författare. Hon är även Unicef-ambassadör. 
Rossellini började sin karriär som skådespelerska 1976, med kända filmer som Vita nätter (1985), Blue Velvet (1986), Cousins (1989), Wild at Heart (1990), Utan skuld (1993) och Älskade Simcha (1998).
Hon var under fjorton år representant för kosmetikamärket Lancôme. 2004–2005 har hon spelat den återkommande rollen som Katya Derevko i TV-serien Alias. 2006 var hon modell för den svenska klädkedjan Lindex.
Som ung flicka led Isabella Rossellini av ryggsjukdomen skolios och vistades flera gånger på sjukhus där hon fick ligga i gipsvagga och opererades. Hon blev sedermera helt frisk.
Isabella Rossellini är idag bosatt i New York.

## Familj
Isabella Rossellini är dotter till Ingrid Bergman och Roberto Rossellini. Hon har en tvillingsyster, Ingrid "Isotta" Rossellini, en bror, Roberto Ingmar Rossellini, en halvsyster, Pia Lindström, samt flera andra halvsyskon på sin pappas sida.
Hon var gift med Martin Scorsese 1979–1982 samt Jon Wiedemann 1983–1986; med den senare har hon dottern Elettra. Isabella Rossellini var sambo med David Lynch 1986–1990.

## Filmografi, i urval
- 1985 – Vita nätter
- 1986 – Blue Velvet
- 1989 – Cousins
- 1990 – Wild at Heart
- 1992 – Döden klär henne
- 1993 – Utan skuld
- 1994 – Wyatt Earp
- 1994 – Min odödliga kärlek
- 1997 – Odysséen (TV-serie)
- 1998 – Älskade Simcha
- 1999 – The Simpsons (TV-serie) (gäströst i TV-serie)
- 2002 – Empire
- 2002 – Napoleon (miniserie)

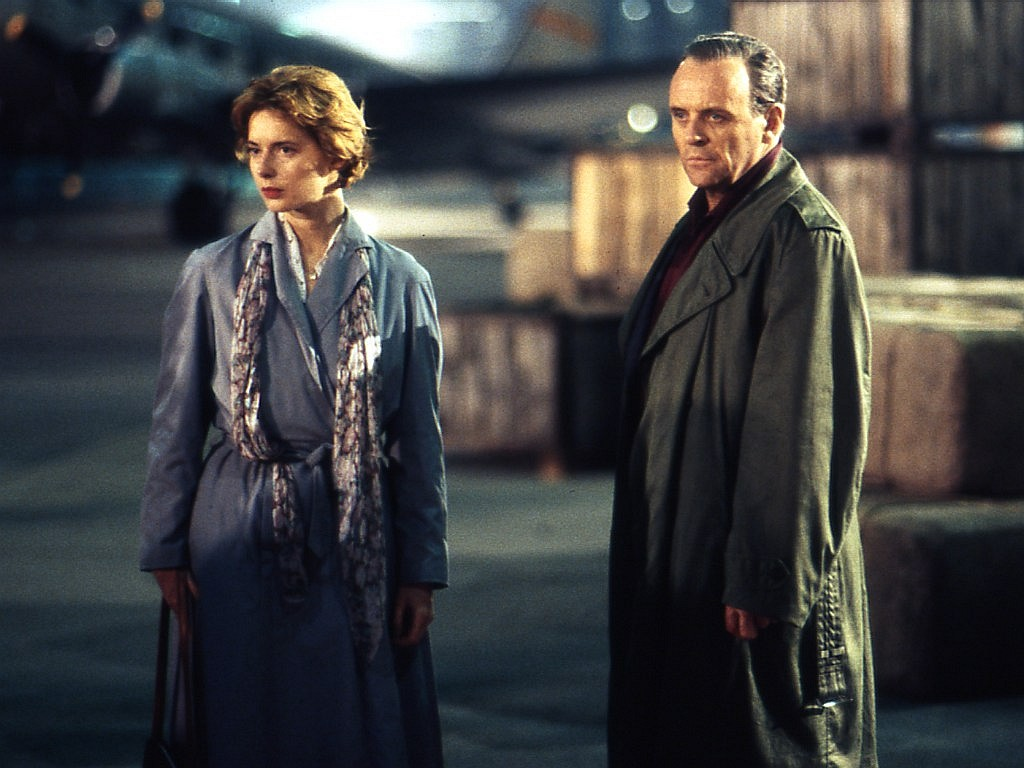
Isabella Rossellini tillsammans med Anthony Hopkins på Tempelhof Flygplats i Berlin under inspelningen av filmen Utan skuld 1992.

- 2003 – The Saddest Music in the World
- 2004 – Earthsea (TV-serie)
- 2004–2005 – Alias (TV-serie)
- 2005 – Bockfesten
- 2006 – Capote - en iskall mordgåta
- 2008 – The Accidental Husband
- 2009 – The Phantom (TV-serie)
- 2013 – Enemy
- 2015 – Joy
- 2024 – Konklaven